# Borġ l-Imramma
Borġ l-Imramma – pozostałości świątyni megalitycznej w pobliżu Sannat na wyspie Gozo w Republice Malty. Miejsce to znajduje się blisko centrum płaskowyżu Ta’ Ċenċ, około 300 metrów na północny wschód od klifów. W pobliżu ruin widoczne są również koleiny wozów i dolmen.

## Struktura budowli
Budowla ma pewne cechy typowe dla maltańskiej świątyni megalitycznej, podobnie jak świątynie Ħaġar Qim czy Ġgantija. Jest to typowa świątynia z dużym owalnym dziedzińcem o szerokości około 20 metrów. Dziedziniec prawdopodobnie nie był zadaszony. Świątyni jako takiej nie ma, lecz po północnej, zachodniej i południowej stronie dziedzińca skupione są liczne małe, ponownie prawie okrągłe komnaty, co zdaniem ekspertów jest wyjątkowe. W ścianie północno-zachodniej znajduje się wejście na dziedziniec. Jest wykonane z dużych, kwadratowych kamieni. Skały tworzące to wejście są najsilniejszą wskazówką co do jego daty, popartą przez odłamki wokół. Dolna część nie została jeszcze odkopana, ale można zobaczyć duże fragmenty cherta. Uważa się, że struktura pochodzi z około 4100 do 3000 p.n.e.

## Późniejsze użycie
Spekuluje się, że również Fenicjanie używali świątyni do nieznanych celów.

## Etymologia
1. Borġ - „Pewna ilość kamieni ułożonych jeden na drugim”
2. Imramma — rodzaj powszechnie występującego gryzonia, zwykle nazywanego „Gurdien tal-Imramma”